# Exocentrus scabridus
Exocentrus scabridus là một loài bọ cánh cứng trong họ Cerambycidae.